# (E,Z)-Nona-2,6-dienal
(E,Z)-Nona-2,6-dienal (auch Veilchenblätteraldehyd genannt) ist eine chemische Verbindung aus der Gruppe der Aldehyde. Es ist ein wichtiger Duftstoff einige Pflanzen wie Duftveilchen und Gurken und wird auch industriell als Duft- und Aromastoff verwendet.

## Vorkommen

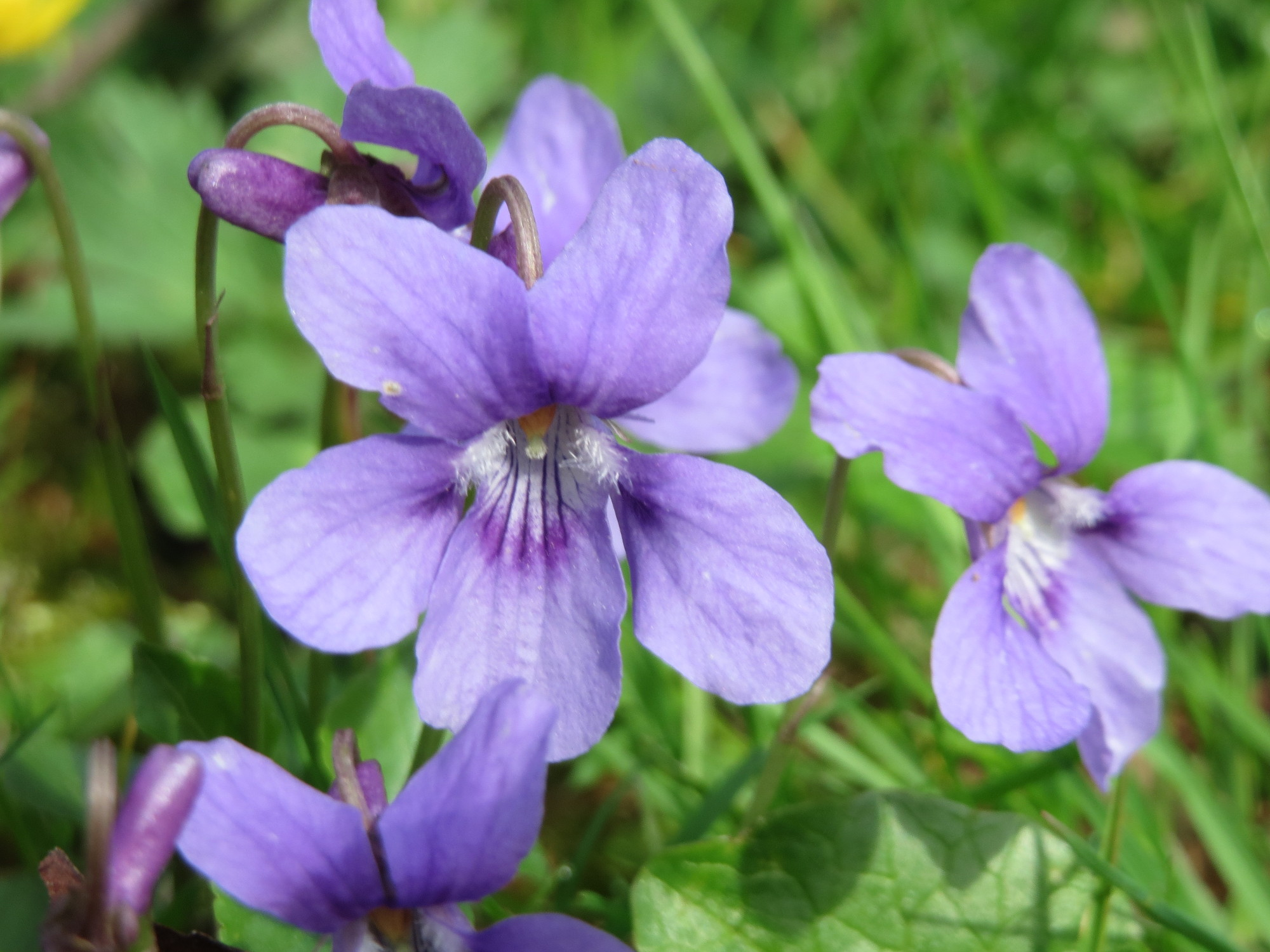
Duftveilchen enthalten natürlicherweise (E,Z)-Nona-2,6-dienal

(E,Z)-Nona-2,6-dienal ist eine der Hauptkomponenten für das Aroma von Sauerkirschen. Sie ist auch der Hauptbestandteil des aus den Blättern des Duftveilchens gewonnenen Extraktes (deshalb der Trivialname  Veilchenblätteraldehyd) und kommt auch in gekochten Forellen, Gurken, Wassermelonen und einigen weiteren Pflanzen vor. Bei Gurken bildet sie den Hauptbestandteil des Geruchs. Die Deutsche Skorpionsfliege gibt die Verbindung als Sexuallockstoff ab.

## Gewinnung und Darstellung
(E,Z)-Nona-2,6-dienal kann aus α-Linolensäure gewonnen werden.

## Eigenschaften
(E,Z)-Nona-2,6-dienal ist eine farblose Flüssigkeit, die nach Gurken riecht.

## Verwendung
(E,Z)-Nona-2,6-dienal wird in Form des Veilchenblätterextraktes in sehr geringer Konzentration (aufgrund des starken Geruchs) als Bestandteil einiger Parfums verwendet. In der EU ist es unter der FL-Nummer 05.058 als Aromastoff für Lebensmittel allgemein zugelassen. Dabei darf als Nebenkomponente auch das (E,E)-Isomer enthalten sein.